# Coelioxys aurolimbata
Coelioxys aurolimbatus är en biart som beskrevs av Förster 1853. Det finska trivialnamnet var keltapipomehiläinen. Arten ingår i släktet kägelbin och familjen buksamlarbin. Inga underarter finns listade.

## Beskrivning
Ett bi med svart grundfärg och ljusa band i slutet på tergiterna och sterniterna. Hos honan är slutbandet på den femte (näst sista) sterniten orangegult. Som hos alla kägelbin smalnar honans bakkropp av i en lång spets, medan hanen har flera taggar på bakkroppsspetsen. Honan blir 11 till 12 mm lång, hanen 9 till 11 mm.

## Ekologi
Habitaten följer värdarterna (se nedan under Fortplantning), som skogar, gräsmarker, åkermark, buskskog, våtmarker, halvöknar, sand- och lertag, trädgårdar, parker och gårdsplaner. Biet är ingen extrem höglandsart; det går normalt inte mycket högre än 900 m. När det gäller födovalet är arten polylektisk (generalist); den hämtar nektar hos flera olika, blommande växter som korgblommiga växter (tistelsläktet), fackelblomsväxter, kransblommiga växter (syskesläktet och mejramsläktet), rosväxter samt ärtväxter (esparsett). Flygtiden varar från juni till augusti.

### Fortplantning
Coelioxys aurolimbata är en boparasit, larven lever i bon hos tapetserarbina kådtapetserarbi och Megachile lefebvrei samt pälsbiet humlepälsbi. Vid äggläggningen hos tapetserarbin, som klär sina larvceller med en "tapet" av blad, använder honan sin tillspetsade bakkropp för att kila in ägget mellan bladbitarna. Larven i det första larvstadiet har långa käkar som den använder för att döda värdägget eller -larven, så att den själv ostört kan leva på den insamlade näringen. Skulle flera kägelbihonor ha lagt ägg i samma cell, kommer kägelbilarverna att strida inbördes tills bara en finns kvar.

## Utbredning
Arten finns i större delen av Europa från Spanien österut till Grekland och Ryssland, norrut till Nederländerna och Polen. Den förekommer även i Centralasien.
Tidigare fanns arten även i Egentliga Tavastland i södra Finland, där den senast sågs år 1962. Numera är den rödlistad som nationellt utdöd ("RE") i landet.